# Bandiera della Compagnia inglese delle Indie Orientali
La bandiera della Compagnia inglese delle Indie Orientali fu la bandiera ufficiale utilizzata entro i confini dell'India sotto l'amministrazione inglese dal 1757 al 1858.

## Storia
La bandiera della Compagnia inglese delle Indie Orientali cambiò aspetto diverse volte nel corso della storia dell'organizzazione. Nel periodo compreso tra il 1600 ed il 1707 (Act of Union) la bandiera era composta dalla Croce di San Giorgio in cantone e da un numero variabile di strisce bianche e rosse alternate. Dopo il 1707 il cantone contenne la Union Flag consistente nella croce di San Giorgio combinata con la croce di Sant'Andrea scozzese. Dopo l'Atto di Unione del 1800 che unì ufficialmente l'Irlanda all'Inghilterra, venne fondato il Regno Unito e come tale anche la bandiera della Compagnia si adeguò con l'unione della bandiera del nuovo regno. 
Un dibattito approfondito è stato condotto sul numero delle linee alternate bianche e rosse presenti sulla bandiera. Dipinti e disegni d'epoca dimostrano che esse furono di un numero compreso tra 9 e 13 strisce inizianti a seconda delle immagini col rosso o col bianco.
Al tempo della rivoluzione americana, la bandiera della compagnia era identica a quella della Grand Union Flag e fu questa la bandiera che ispirò probabilmente l'attuale bandiera americana (come suggerito da Sir Charles Fawcett nel 1937).
La Compagnia motivava l'invenzione delle strisce dalle locali bandiere della malaysia e quella dell'Impero Majapahit.

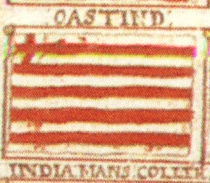
Downman (1685)
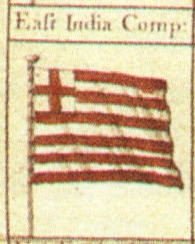
Lens (1700)
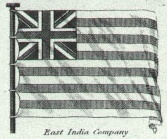
Rees (1820)
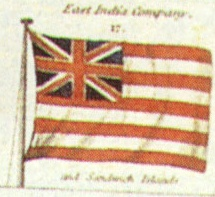
Laurie (1842)
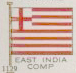
National Geographic (1917)
Prima del Acts of Union che diede vita al Regno di Gran Bretagna la bandiera conteneva la Croce di San Giorgio in alto a sinistra, a rappresentanza del Regno d'Inghilterra
La bandiera riportò la Union Flag in alto a sinistra con la creazione del Regno di Gran Bretagna nel 1707
Dopo il 1801 la bandiera contenne la Union Flag del Regno Unito